# Minions (Cornouailles)
Pour les articles homonymes, voir Minion et Les Minions.
Pour l’article ayant un titre homophone, voir Mignon (homonymie).
Minions (en cornique Menyon) est un village de Cornouailles, au sud-ouest de l'Angleterre. La première mention de Minions date de 1613. La signification de son toponyme est inconnue.

## Géographie physique
Minions est situé à l'est de Bodmin Moor (en), à environ 6 km au nord de Liskeard. Avec une altitude de 300 mètres, c'est le plus haut village de Cornouailles.
Le village est dominé par Caradon Hill (en), à 371 mètres de hauteur, sur le sommet duquel est installée une antenne de transmission de télévision. Sur le flanc ouest de la colline, une carrière de granit est exploitée depuis peu. À proximité, il existe également de nombreuses carrières désaffectées ainsi que des bâtiments miniers en ruine exploitant autrefois de l'étain et du cuivre. Une usine désaffectée a été transformée en musée consacré à l'histoire minière local.

## Description du village
Le village dispose de deux parkings, situés aux entrées ouest et est. Le village comprend deux salons de thé, un pub avec logement chez l'habitant, et un magasin général qui fait également office de bureau de poste.

## Monuments mégalithiques

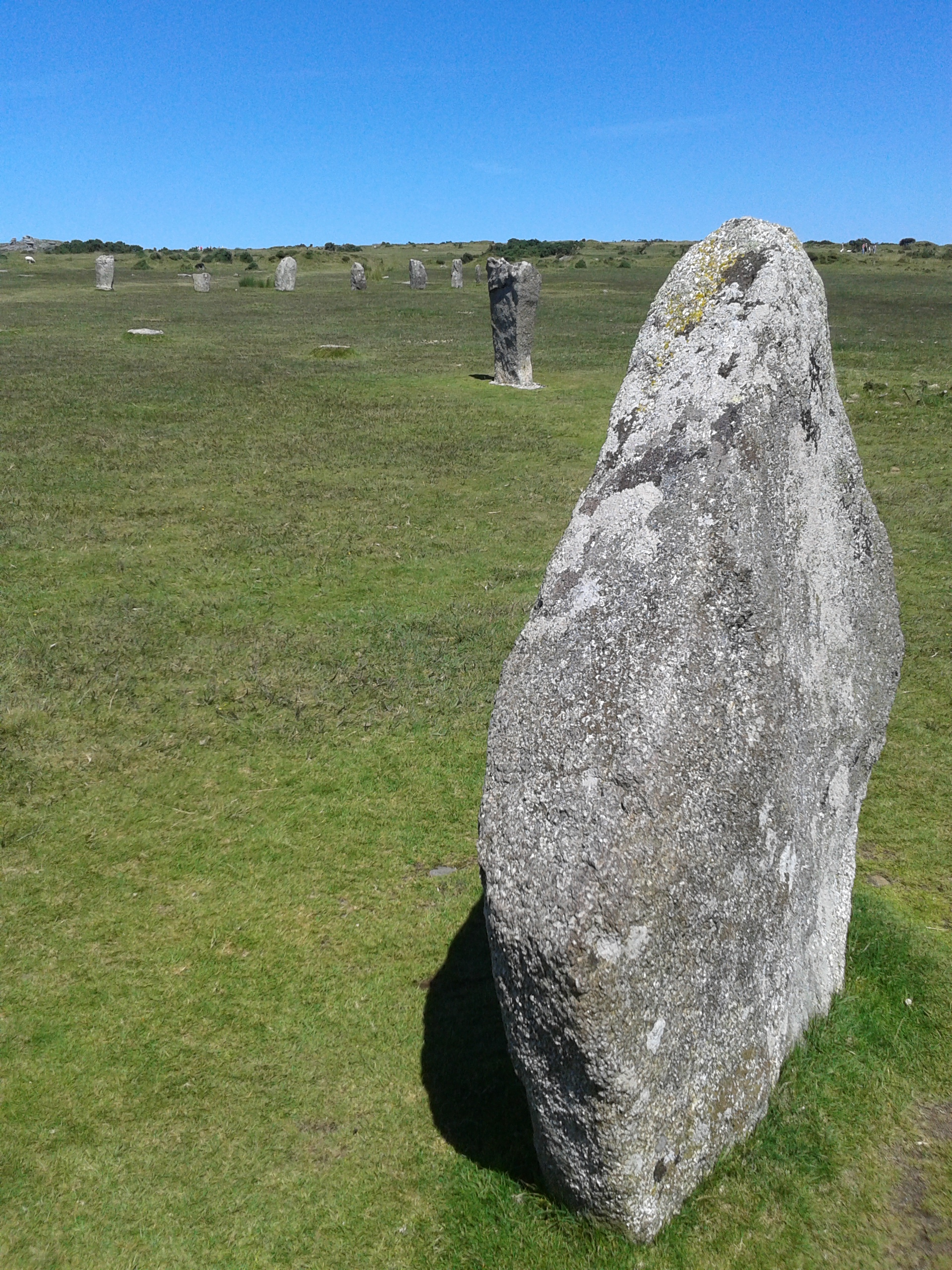
Menhir appartenant au cromlech des Hurlers

À 800 m à l'ouest du village se trouvent les Hulers, trois cercles de pierres mégalithiques. D'autre monuments préhistoriques sont visibles autour des Hurlers : Les Pipers (en), Rillaton Barrow (en) et Trethevy Quoit (en), un dolmen néolithique.